# راشتراباتي بهافان
قصر راشتراباتي بهافان (بالهندية: राष्ट्रपति भवन) هو المقر الرسمي لرئيس الهند، ويقع في الطرف الغربي في شارع راجبات في العاصمة نيودلهي.
ويحتوي المبنى الرئيسي على 340 غرفة بما فيها الإقامة الرسمية للرئيس، وقاعات الاستقبال وغرف الضيوف والمكاتب، ويحيط به مساحة 130 هكتاراً تضم الحدائق الرئاسية، ومساحات مفتوحة كبير وإقامات الحرس الرئاسي والمكاتب. ويعدّ وفق هذه المساحة الكلية أكبر مقر إقامة رئاسي في العالم.